# Andricus malpighii
Andricus malpighii är en stekelart som först beskrevs av Adler 1881.  Andricus malpighii ingår i släktet Andricus, och familjen gallsteklar. Arten är reproducerande i Sverige.